# Saponaire de Montpellier
Saponaria ocymoides
Espèce
Classification phylogénétique
Statut de conservation UICN

 LC  : Préoccupation mineure

La Saponaire de Montpellier (Saponaria ocymoides), également appelée Saponaire des rochers, Saponaire faux Basilic ou Saponaire rose est une plante herbacée vivace du genre des Saponaires et de la famille des Caryophyllacées.

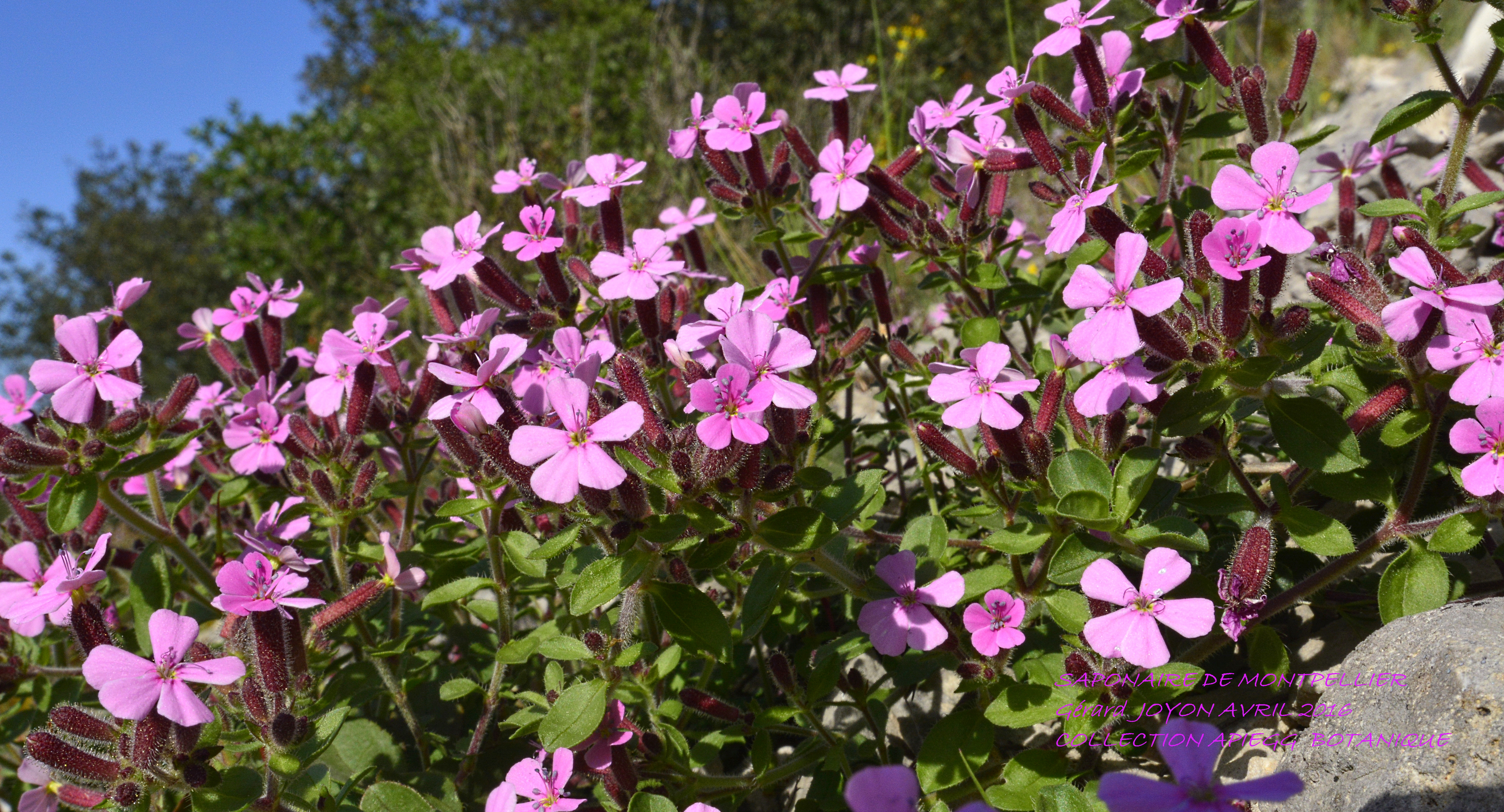
Sur les falaises rocheuses qui dominent la rivière Gardon. En avril ces petites fleurs roses, rampantes décorent la roche calcaire.

## Description
Petites fleurs roses plus ou moins foncées selon l'altitude.
Elle contiennent une substance (Saponine) qui peut mousser comme du savon.
Très rustique, elle supporte sous la neige des températures jusqu'à -30°C.

## Utilisation
Plante commercialisée comme une vivace tapissante pour rocailles.

## Statuts de protection, menaces
En France l'espèce est évaluée comme non préoccupante.
Elle  est considérée comme étant vulnérable (VU) en Bourgogne.